# NGC 6984
NGC 6984 est une vaste galaxie spirale barrée située dans la constellation de l'Indien. Sa vitesse par rapport au fond diffus cosmologique est de 4 516 ± 14 km/s, ce qui correspond à une distance de Hubble de 66,6 ± 4,7 Mpc (∼217 millions d'al). NGC 6984 a été découverte par l'astronome britannique John Herschel en 1834.
La classe de luminosité de NGC 6984 est III et elle présente une large raie HI. Selon la base de données Simbad, NGC 6984 est une galaxie active de type Seyfert 2.
À ce jour, 13 mesures non basées sur le décalage vers le rouge (redshift) donnent une distance de 50,000 ± 11,573 Mpc (∼163 millions d'al), ce qui est tout juste à l'extérieur des valeurs de la distance de Hubble. Notons cependant que c'est avec la valeur moyenne des mesures indépendantes, lorsqu'elles existent, que la base de données NASA/IPAC calcule le diamètre d'une galaxie et qu'en conséquence le diamètre de NGC 6984 pourrait être d'environ 41,1 kpc (∼134 000 al) si on utilisait la distance de Hubble pour le calculer.

## Caractéristiques morphologiques

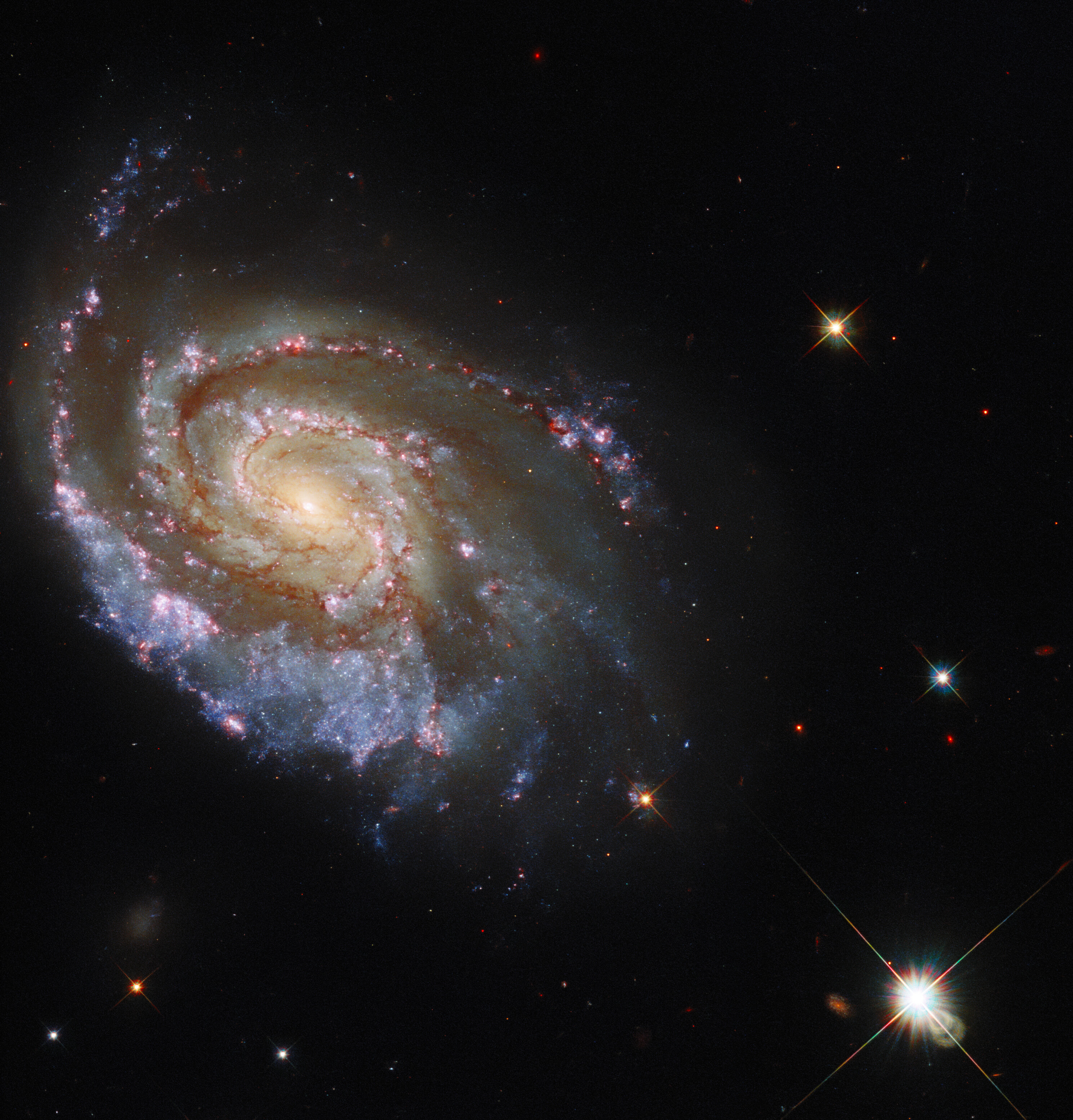
NGC 6984 par le télescope spatial Hubble. Sur cette image, le nord est en direction du coin inférieur gauche.

NGC 6984 nous présente une structure relativement perturbée, avec un bras spiral nord où on observe une présence accrue d'étoiles jeunes. Selon le professeur Seligman, ces caractéristiques pourraient être dû à une interaction gravitationnelle entre NGC 6984 et les galaxies proches NGC 6982 et PGC 65805.

## Supernova
Deux supernovas ont été découvertes dans NGC 6984 : SN 2012im et SN 2013ek.

### SN 2012im
Cette supernova a été découverte le 25 juillet 2012 par Stan Howerton dans le cadre du relevé CRTS (Catalina Real-Time Transient Survey) de l'institut Caltech. Cette supernova était de type Ic. Au moment de sa découverte, sa magnitude était de 18,9. La magnitude visuelle de cette supernova au moment de sa découverte était de 18,1.

### SN 2013ek
Cette supernova a été découverte le 24 juillet 2013 par l'astronome amateur néo-zélandais Stu Parker, l'un des astronomes amateurs du groupe BOSS (BOSS-Backyard Observatory Supernova Search). Cette supernova était de type Ib/c et est maintenant classé comme de type Ib. La magnitude visuelle de cette supernova au moment de sa découverte était de 16,9.

## Un trio de galaxies

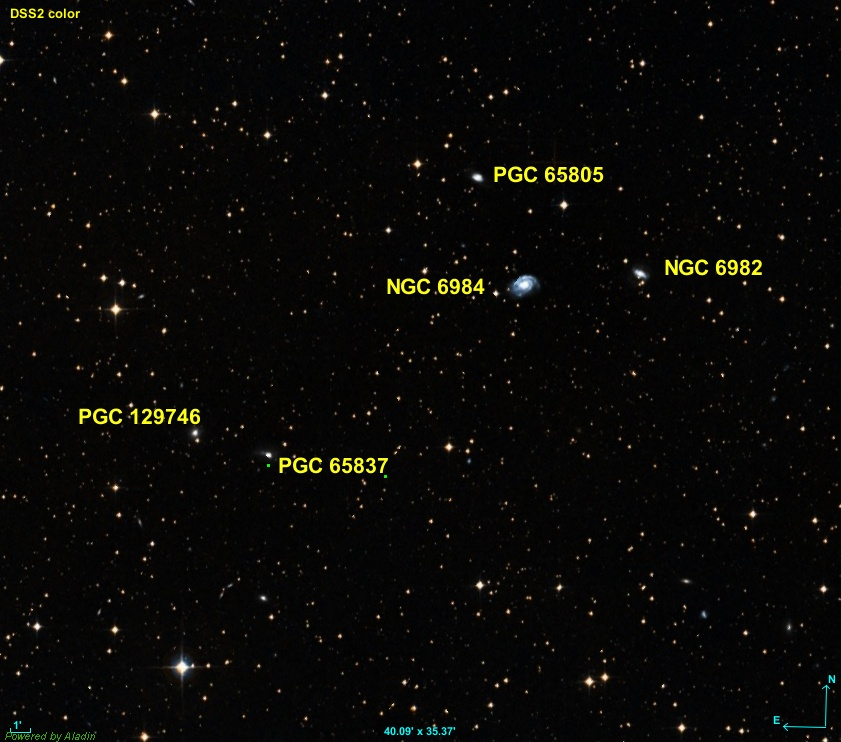
La paire de galaxies NGC 6984 et NGC 6984, et les galaxies alentours.

NGC 6982 et NGC 6984 forment une paire de galaxies,. On remarque que plusieurs galaxies se trouvent dans la même région de la sphère céleste que ce couple de galaxies. Les galaxies PGC 65837 et PGC 129746 (LEDA 129746) sont de lointaines galaxies avec des distances respectives de 233,30 ± 15,64 Mpc (∼761 millions d'al) et de 213,30 ± 14,95 Mpc (∼696 millions d'al). Cependant, la galaxie PGC 65805 située au nord de NGC 6982 et de NGC 6984 est à une distance très semblable de ces dernières, soit à 67,00 ± 4,70 Mpc (∼219 millions d'al).
Dans le catalogue de Arp-Madore, la galaxie AM 2054-520 (NGC 6984) est listée comme une spirale dotée d'un fort bras et ayant quatre compagnes en interaction. Selon les images du catalogue, deux de ses compagnes sont NGC 6982 et PGC 65805 que l'on voit sur l'image du relevé DSS. Comme ces trois galaxies sont à peu près à la même distance, elles forment probablement un trio en interaction. Les deux autres compagnes sont cependant passablement difficile à trouver parce qu'elles ne sont pas montrer dans le catalogue Arp-Madore. Mais, selon Herold G Corwin Jr, puisque la distance angulaire entre les objets du catalogue est d'environ 18′, il s'agit probablement de PGC 65837 et PGC 129746. Cependant, ces deux galaxies ne sont pas en interaction avec les trois autres, car ces deux galaxies sont à plus de 200 Mpc de nous.